# Herfstpapegaaitje
Het herfstpapegaaitje (Chloroclysta miata) is een nachtvlinder uit de familie van de spanners (Geometridae). 

## Kenmerken
De voorvleugellengte bedraagt tussen de 15 en 17 mm. De basiskleur van de voorvleugel is groen met fijne zwarte en witte tekening, waardoor de dwarsbanden goed te onderscheiden zijn. De achtervleugel is wit. Kan verward worden met het papegaaitje.

## Waardplanten
Het herfstpapegaaitje gebruikt allerlei loofbomen als waardplanten. De rups is te vinden van mei tot in agustus. De vliegtijd is van augustus tot november en na de overwintering in april en mei. De soort overwintert als imago.

## Voorkomen
De soort komt verspreid van Europa tot de Alataoe voor. Het herfstpapegaaitje is in België zeldzame en in Nederland een zeer zeldzame soort. 